# Kilonova
Una kilonova (també coneguda com a macronova o supernova de procés R) és un esdeveniment transitori astronòmic que succeeix quan es fusionen dues estrelles de neutrons o una estrella de neutrons i un forat negre. S'ha teoritzat que aquest esdeveniment emet un esclat de raigs gamma i altra radiació electromagnètica pel decaïment de nuclis pesants pel procés radioactiu R que es produeixen i s'ejecten de forma isotòpica durant el procés de fusió. La primera kilonova va ser detectada el 2013 pel telescopi espacial Hubble associada a l'esclat de raigs gamma GRB 130603B.

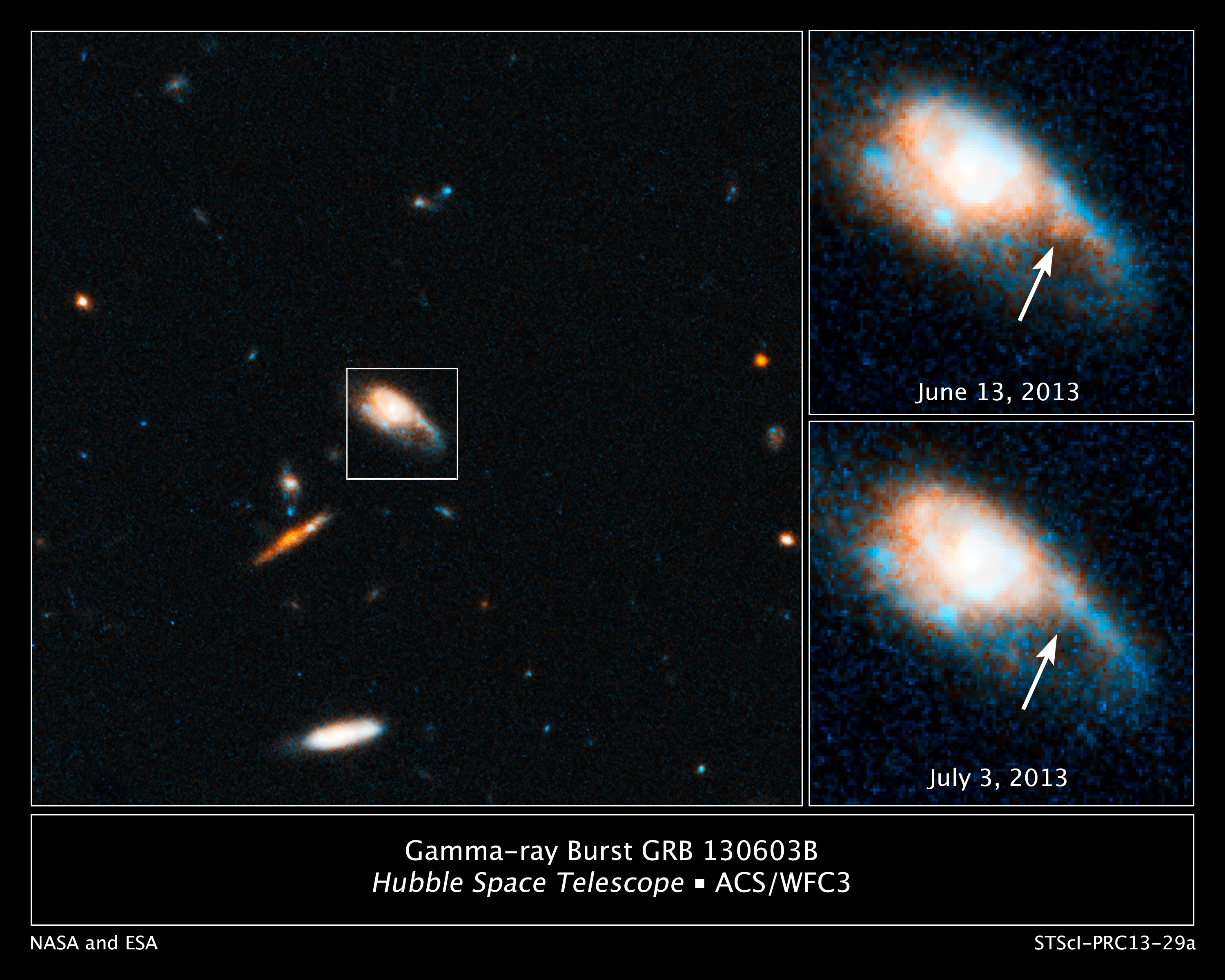
Imatge del telescopi espacial Hubble on s'aprecia l'esclat de raigs gamma d'una kilonova.

## Teoria
L'espiral i la fusió de dos objectes compactes és la font d'ones gravitatòries (GW) Es creu que les kilonoves són font d'esclat de raigs gamma (GRB) i la principal font dels elements estables provinents del procés R a l'univers. El nom kilonova el va introduir Metzger et al. al 2010 per caracteritzar els pics de brillantor de més de 1000 cops d'una nova habitual. El model bàsic de la fusió de dues estrelles de neutrons el van proposar Li-Xin i Bohdan Paczyński el 1998.

## Observacions
La primera observació d'una kilonova va ser el 2013, associada amb l'esclat de raigs gamma GRB 130603B, quan es va poder observar l'espectre infraroig de la kilonova pel telescopi espacial Hubble.
El 16 d'octubre de 2017, la col·laboració LIGO i VIRGO van anunciar la detecció simultània d'una ona gravitacional (GW170817) i el seu corresponent senyal electromagnètic (GRB 170817A, AT 2017gfo) i es va poder demostrar que una kilonova era el fruit d'una fusió de dues estrelles de neutrons. Es va poder localitzar la kilonova a la galàxia NGC 4993.